# Danmarks Storgaarde
Danmarks Storgaarde er en dansk dokumentarfilm fra 1943, der er instrueret af Gunnar Nu Hansen efter manuskript af ham selv og Karl Madsen.

## Handling
Gunnar 'Nu' Hansen hylder de danske storgårde, herregårde og godser for deres store betydning for landets produktion af korn, frø, sukker og mælk under krigens fødevaremangel, foruden at være vigtige skønhedsværdier i det danske landskab og historiske mindesmærker med rod flere hundrede år tilbage i tiden. De danske herregårde disponerer over 1/10 del af Danmarks jord og producerer 40 % af frøproduktionen.